# Ватина
Ва̀тина (на старогръцки: Βάττυνα) е древен град в античното царство Орестида. Останките от селището са разкрити край съвременните села Дреничево (Кранохори) и Гръче (Птелеа), Северна Гърция.
Съдейки по намерения в района Ватински декрет от 193 година, градът е играел важна роля по времето на император Адриан. В римско време областта до голяма степен запазва своята административна независимост, което се вижда от запазения Орестийски декрет (48 – 54 г.), но също така и от Ватинския декрет – най-важният надпис с политическо съдържание в Западна Македония.